# 연무여자중학교
연무여자중학교(鍊武女子中學校)는 대한민국 충청남도 논산시 연무읍 동산리에 있는 사립 중학교이다.

## 학교 연혁
- 1969년 2월 25일 : 힐째인 초대 이사장 취임
- 1970년 3월 3일 : 순의도 여자중학교 개교
- 1973년 3월 19일 : 연무여자중학교 개명 승인
- 1975년 1월 1일 : 신연식 제3대 이사장 취임
- 2019년 3월 1일 : 신민호 제16대 교장 취임
- 2022년 3월 1일 : 구성모 제5대 이사장 취임
- 2023년 1월 5일 : 제51회 졸업식 (총 졸업생 수 9,681명)

## 참고 자료
- 연무여자중학교 - 한국교육학술정보원 학교알리미